# Aster pseudoglehnii
Aster pseudoglehnii là một loài thực vật có hoa trong họ Cúc. Loài này được Y.S.Lim, Hyun & H.Shin mô tả khoa học đầu tiên năm 2003.